# Materalia
MATERALIA est un pôle de compétitivité dans la région du Grand Est, créé en 2006 et spécialisé dans le domaine des matériaux, des procédés et des solutions pour l’industrie. MATERALIA instruit des projets de recherche et développement et accompagne le montage de projets d’innovation afin de rendre les acteurs du territoire plus compétitifs.
MATERALIA est membre de l'Association française des pôles de compétitivité (AFPC) et de l’alliance européenne pour les matériaux, l’ERMA (European Raw Materials Alliance). MATERALIA est également membre du groupement européen d'intérêt économique (GEIE) Greenovate Europe!, effectuant un travail de représentation auprès de la commission européenne.
MATERALIA propose un accompagnement et fait dialoguer les différents partenaires par le biais d’activités de communication et d'intelligence économique. MATERALIA opère notamment dans les secteurs de l’aéronautique, de l’automobile, de l’énergie et de la santé. Le pôle regroupe des entreprises de toute taille, des centres de recherche, des instituts pour le transfert de technologie des universités ou encore des collectivités territoriales, des fédérations et des associations.

## Historique
Initié en 2004 avec la politique des pôles de compétitivité du troisième gouvernement de Jean-Pierre Raffarin, le pôle de compétitivité de l’ancienne région lorraine MIPI est né en 2006. Le 19 décembre 2008, MATERALIA est créé dans le cadre de la deuxième étape de la politique des pôles de compétitivité. Il émerge de la fusion entre la structure lorraine MIPI (Matériaux Innovants Produits Intelligents) et la structure champenoise P2MI (Procédés de Mise en Œuvre des Matériaux Innovants) afin d’atteindre une taille critique et mettre en commun les différents savoir-faire.
Depuis la réforme territoriale de 2014, MATERALIA opère sur la région Grand Est, composée des anciennes régions Alsace, Champagne-Ardenne et Lorraine.
Géographiquement, Materalia s’inscrit dans la longue tradition industrielle des matériaux en Lorraine. Materalia est judicieusement situé dans le Vallée Européenne des Matériaux et de l’Énergie (VEME).

## Actions
MATERALIA soutient les acteurs de l’écosystème à travers 4 missions stratégiques :
- « Innovation et compétitivité » : MATERALIA accompagne les acteurs à chacune des étapes dans leurs démarches d’innovation. MATERALIA participe aux actions collaboratives et aiguille vers des financements et des appels à projets ;
- « Animation et développement des réseaux » : En tant qu’acteur pivot, MATERALIA anime et fait vivre l’écosystème de l’innovation dans le Grand Est afin de structurer les différentes filières de production[9] ;
- « Europe et international » : Dans le cadre de la quatrième phase des pôles de compétitivité, le pôle s’ancre dans une dimension européenne en identifiant les partenaires et les financements européens ainsi que les perspectives de développement international ;
- « Information et compétence » : MATERALIA cherche à accroitre les compétences, la visibilité et les savoir-faire industriels en menant des études et en mutualisant les ressources des différents acteurs.

Le pôle de compétitivité MATERALIA possède un comité de labellisation. Il vise à offrir aux porteurs de projets un label qualifiant et reconnu par les organismes de financement régionaux et nationaux. En 2020, le pôle a labellisé 25 projets.

### Exemples de projets labellisés
- Capsairtm : Le projet est co-porté avec par la société de construction aéronautique (SLCA), permettant la création d’une pièce d’aéronautique 20% plus légère par injection de résines[10] ;
- Mecabarp : projet collaboratif d'innovation thérapeutique afin de développer un pancréas artificiel[11] ;
- Nenuphar : Consortium de plusieurs acteurs afin de maitriser la fabrication additive dans la réparation d'alliages non-soudable[12].

### Exemples de projets européens
- FabricAr3v : projet européen réalisé dans le cadre du programme de coopération territoriale européenne Interreg « Grande Région » 2014-2020. Il vise à développer des procédés dans le domaine de la fabrication additive métallique[13] ;
- Fafil : le projet vise à faciliter le transfert de la technologie de la fabrication additive par dépôt de fil métallique[14] ;
- Metabuilding labs : projet européen dans le cadre du programme Horizon 2020. Metabuilding vise à mettre en œuvre un réseau visant à développer des sites de développement afin de caractériser les matériaux dans le secteur du bâtiment[15].